# Пол Рикьор
Пол Рикьор (на френски: Paul Ricœur, р. 27 февруари 1913 – п. 20 май 2005) е френски философ, един от водещите представители (заедно с Хайдегер и Гадамер) на философската херменевтика като клон на философията, развил се като дял на феноменологията.

## Творчество
Творчеството на Пол Рикьор започва след Втората световна война под знака на „Философията на волята“ (1950) и социалната етика („История и истина“, 1964). Пътят му го води от феноменологията на действието до една критична херменевтика („За интерпретацията, есе за Фройд“, 1966, и „Конфликтът на интерпретациите“, 1969), а после до една поетика на времето и действието („Живата метафора“, 1975, „Време и разказ“, 1983-1985, „От текста към действието“, 1986), която скъсва със структуралисткото ограничение на езиковата дейност.
„Самият себе си като някой друг“ (1990) предлага вариации върху чувстващия, говорещия и действащия субект. В този труд откриваме артикулирана една морална и политическа философия, продължена в редица сборници с текстове, разглеждащи проблема за справедливостта като добродетел и като институция („Прочити 1“, „Справедливото“ 1 и 2, 1991-2001). Същевременно Рикьор продължава да изследва нефилософските извори на философията, най-вече в библейските текстове („Прочити“ 3, 1994, „Да мислим Библията“, 1998). През 2000 г. той публикува „Паметта, историята, забравата“, разглеждаща въпроса за една точна представа за миналото, а през 2004 г. „Пътят на разпознаването“, който поставя тази представа за миналото, с нейната несигурност и трудна споделимост, в центъра на социалната връзка.

### Трудове
- (в съавторство с Микел Дюфрен) Karl Jaspers et la philosophie de l'existence, Le Seuil, 1947
- Gabriel Marcel et Karl Jaspers. Philosophie du mystère et philosophie du paradoxe, Le Seuil, 1948
- Philosophie de la volonté. Tome I: Le volontaire et l'involontaire, Aubier, 1949
- Histoire et vérité, Le Seuil, 1955
История и истина, изд. Аргес, София, 1993
- Philosophie de la volonté. Tome II : Finitude et culpabilité, Aubier, 2 volumes, 1960
- De l'interprétation. Essai sur Sigmund Freud, Le Seuil, 1965
- Entretiens avec Gabriel Marcel, Aubier, 1968
- Le Conflit des interprétations. Essais d'herméneutique I, Le Seuil, 1969
Конфликтът на интерпретациите, изд. Наука и изкуство, София, 2000, прев. Иванка Райнова
- La Métaphore vive, Le Seuil, 1975
Живата метафора, изд. Лик, 1994
- Temps et récit
  - Tome I: L'Intrigue et le récit historique, Le Seuil, 1983
  - Tome II: La Configuration dans le récit de fiction, Le Seuil, 1984
  - Tome III: Le Temps raconté, Le Seuil, 1985
- Du texte à l'action. Essais d'herméneutique II, Le Seuil, 1986
От текста към действието, изд. Наука и изкуство, София, 2000, прев. Жана Дамянова
- À l'école de la phénoménologie, Vrin, 1986
- Le Mal. Un défi à la philosophie et à la théologie, Labor & Fides, 1986
- Soi-même comme un autre, Le Seuil, 1990
Самият себе си като някой друг, ЕА, Плевен, 2004, прев. Тодорка Минева[3]
- Réflexion faite. Autobiographie intellectuelle, Esprit, 1995
- La Critique et la Conviction. Entretiens avec François Azouvi et Marc de Launay, Calmann-Lévy, 1995
- Le Juste I, Esprit, 1995
- L'Idéologie et l'Utopie, Le Seuil, 1997
- Amour et justice, PUF, 1997
- Autrement. Lecture d’Autrement qu'être ou Au-delà de l'essence d’Emmanuel Levinas, PUF 1997
- (dialogue avec Jean-Pierre Changeux) Ce qui nous fait penser. La nature et la règle, Odile Jacob, 1998
- (avec André LaCocque) Penser la Bible, Le Seuil, 1998
- Lectures
  - Tome I: Autour du politique, Seuil, 1999 ISBN 2-02-036488-3; ISBN 978-2-02-036488-1
  - Tome II: La Contrée des philosophes, Seuil, 1999 ISBN 2-02-038980-0 ; ISBN 978-2-02-038980-8
  - Tome III: Aux frontières de la philosophie, Seuil, 1999 ISBN 2-02-085502-X ; ISBN 978-2-02-085502-0
Прочити, София: Унив. изд. „Кл. Охридски“, 1996	(Прев. от Lectures, т. I – III, 235 с.)
- L'Herméneutique biblique, Le Cerf, 2000
- Le Juste II, Esprit, 2001
- Histoire et vérité, Points Essais, 2001 ISBN 978-2020410946
- La Mémoire, l'histoire, l'oubli, Le Seuil, 2003 ISBN 978-2020563321
Паметта, историята, забравата, изд. СОНМ, София, 2006, прев. Тодорка Минева
- Parcours de la reconnaissance. Trois études, Stock, 2004
Пътят на разпознаването, изд. СОНМ, София, 2006, прев. Тодорка Минева
- Sur la traduction, Bayard, 2004
- Amour et justice, Points Essais, 2008 ISBN 978-2757811245
- Écrits et conférences
  - Tome I: Autour de la psychanalyse, Seuil, 2008
  - Tome II: Herméneutique, Seuil, 2010
  - Tome III: Anthropologie philosophique, Seuil, 2013
  - Tome IV: Politique, économie et société, Seuil, 2019
  - Tome V: "La religion pour penser", Seuil, 2021 ISBN 9782021477092
- Philosophie, éthique et politique. Entretiens et dialogues, Seuil, 2017

### Статии
- „История и реторика“. – Страница, 2000, № 4, 49-59.

### За Рикьор
Статии
- Боян Знеполски. Посоки на съвременната социална философия: Рикьор и Хабермас. – Социологически проблеми, 1999, № 3-4,
- Боян Знеполски. Пол Рикьор и френската философия. – В: Езикът на желанията. С., Дружество „Гражданин“, 1997.
- Красимира Бенкова. Лекции по съвременна етика. Шумен, Аксиос, 2001, 120-141.

Сборници
- Пол Рикьор. Философията пред предизвикателствата на промените. С., Дом на науките за човека и обществото, 1998.
- Юрген Хабермас и Пол Рикьор: диалог един след друг. С., Дом на науките за човека, 2000.
- Ивайло Знеполски. Херменевтични парадигми. Дилтай, Гадамер, Хабермас, Рикьор. С., Агата-А, 2004.